# Ben 10: Destroy All Aliens
Ben 10: Destroy All Aliens è un film d'animazione per la televisione del 2012 diretto da Victor Cook. È il quarto film della serie Ben 10, di cui è ispirato alla serie originale.

## Trama
Il film inizia con Ben, Gwen e nonno Max Tennyson che inseguono un carro armato impazzito. Dopo un duro scontro si può vedere l'Omnitrix emettere una strana luce verde e rosa poi si passa all'introduzione del film.
Ben si trova in una Bellwood deserta e viene attaccato dalle sue forme aliene, ma in realtà è solo un brutto sogno, e si ritrova in classe con un brutto voto. Ritornato a casa i suoi genitori lo mettono in penitenza e si ritrova a fare la ricerca per scuola; dopo però l'Omnitrix emette una strana luce che fa sparire il computer e il libro di storia, successivamente appare Tetrax Shard in missione per portare Ben da Azmuth per un problema dell'Omnitrix. Arrivati nella navicella spaziale di Tetrax, i Tennyson vengono attaccati da un malvagio To'kustar, un alieno della stessa specie di Gigante (simile al gigante cattivo del videogioco Ben 10 Ultimate Alien: Cosmic Destruction); Pungiglione cerca di colpirgli il corno che è il suo punto debole senza arrecagli danno, poi si trasforma successivamente in forma umana e si aggrappa al corno del To'kustar. All'improvviso l'Omnitrix riemette la strana luce di prima, e fa apparentemente disintegrare l'enorme alieno. Quando tutto pare finito, un Metamorph Galvanico blu di nome Retaliator (la specie di Plusultra) che può diventare un'armatura vivente, attacca Ben e Tetrax, per poi essere teletrasportato insieme a Ben dopo che l'Omnitrix emette di nuovo la strana luce; i 2 allora si ritrovano ad affrontarsi in diverse parti del mondo, e Ben intanto si ritrova anche trasformato sempre in un diverso alieno senza diventare umano.
Intanto Gwen, Max e Tetrax indagano sulla misteriosa scomparsa di Azmuth, per poi venire attaccati da Retaliator, salvandosi la vita dopo l'autodistruzione della navicella di Azmuth. Ben (nella forma di Materia Grigia) torna a casa per poi spaventare così sua madre, che risponde a a colpi di scopa da sua madre, poi si trasforma in Diamante facendola svenire, successivamente sviene anche suo padre colpito da un raggio laser di Max. Ben e il gruppo vengono attaccati da Retaliator che rivela di essere il padre di Azmuth, spiegando che era venuto per vendicarlo credendo che il colpevole fosse un Gigante Malvagio. All'improvviso l'Omnitrix risplende in una misteriosa luce rosa e verde che fa scomparire tutti nell'Omnitrix, tranne Max che è alle prese con i genitori di Ben, trasformati in Bestiale e Inferno. Ben e gli altri si ritrovano coinvolti in un altro scontro con il Gigante malvagio, scoprendo che non è stato distrutto, e Gwen ipotizza che sia Azmuth trasformato a causa del sovraccarico dell'Omnitrix (infatti la causa fu la magia di Gwen che sovraccaricò Ben nella forma di Plusultra per tenere il carro armato sotto controllo rompendo l'Omnitrix, motivo per cui Azmuth era sulla terra per riparare il guasto). Fortunatamente, riescono ad uscire tutti dall'orologio, ma la situazione è grave perché Azmuth è sul punto di distruggere la città combattendo contro Retaliator, che si aggrappa testardamente all'idea che fu lui ad uccidere suo figlio. Ben si trasforma in Gigante per fermare entrambi gli alieni venendo colpito sul corno per proteggere Azmuth dal proprio padre. Alla fine Gwen grazie ad un incantesimo e con l'aiuto di Retaliator (che alla fine ha capito il suo errore) ritrasforma Azmuth nel Galvaniano che è, che a sua volta ritrasforma in umani i genitori di Ben. Retaliator mostra il suo vero aspetto di Galvaniano, ma stranamente è più giovane di suo figlio Azmuth, infatti ha usato una speciale tuta Metamorph Galvanica per poter ottenere la sua vendetta, che ora non ha più motivo di perseguire. Alla fine Ben riesce a fare bella figura a scuola grazie alla sua ricerca, e la scena si sposta su Ben insieme a Gwen e Nonno Max dentro alla vecchia carretta per intraprendere un altro viaggio. All'improvviso appare il Dr. Animus in groppa al suo Rospo mutante per combattere contro Ben, quest'ultimo insieme alla sua famiglia lo affronta.

## Personaggi
- Ben Tennyson
- Gwen Tennyson
- Max Tennyson
- Azmuth
- Tetrax Shard
- Retaliator
- Carl Tennyson
- Sandra Tennyson